# Elias Fuchs
Elias Christian Fuchs (* 25. Dezember 1790 in Brotterode in der Landgrafschaft Hessen-Kassel; † 11. Dezember 1850 ebenda im Kurfürstentum Hessen) war ein deutscher Bürgermeister und Mitglied der kurhessischen Ständeversammlung.

## Leben
Elias Christian Fuchs war in seinem Heimatort Kaufmann und übte auch das Amt des Bürgermeisters aus. In dieser Funktion erhielt er 1831 ein Mandat für die kurhessische Ständeversammlung. Diese wurde nach den Unruhen im Jahre 1830 zum Zweck der Beratung und Verabschiedung einer Verfassung gebildet und hatte bis 1866 Bestand, als das Land Hessen durch Preußen annektiert wurde.
Fuchs blieb bis 1832 in dem Parlament.